# CIB pdf brewer
CIB pdf brewerは、WindowsのアプリケーションからPDFファイルを作成するためのプログラムである。Windowsの仮想プリンタとして動作する。
最初のバージョンは2003年に作成されました。無料で使用できます。

## 言語
- 日本語
- 英語
- 中国語
- ドイツ語
- スペイン語
- ロシア語